# Lehota Dezső
Lehota Dezső (Szeged, 1919. augusztus 7. – 2015. július 15.) magyar hegedűművész, koncertmester, zenetanár.

## Élete
Zenei tanulmányait, szülei ösztönzésére, Hódmezővásárhelyen kezdte meg, majd a Szegedi Konzervatóriumban folytatta Budaházi-Fehér Miklós mentorsága alatt.
1934-ben az Országos Zenei Fesztiválon a zenei szekcióban Paganini D-dúr hegedűversenyével első díjat nyert.
1937-ben Budapesten megkapta a BM Szimfonikus Zenekar koncertmesteri állását. Munkája mellett beiratkozott a Zeneművészeti Főiskolára, ahol tanulmányait Katona Béla vezetésével folytatta.
1940-ben besorozták, a Magyar Királyi Honvédség Szimfonikus Zenekarának tagjaként 1945-ben a Vörös Hadsereg fogságába esett, négyévi fogságot szenvedett. 1950-ben tanulhatott ismét Katona Bélánál a Zeneművészeti Főiskolán.
1955-ben költözött Kaposvárra, ahol a Liszt Ferenc Zeneiskola tanszékvezető tanári posztját nyerte el. A Liszt Ferenc Zeneiskolában végzett munkája mellett a Kaposvári Tanítóképző Főiskolán intézeti tanárként oktatott. Oktatói tevékenysége mellett a kaposvári Csiky Gergely színházban koncertmesteri feladatokat is ellátott.
1958-ban lett a Kaposvári Szimfonikus Zenekar vezetője és szólistája.
1967 februárjában jelentkezett a Das Orchester folyóirat hirdetésére, melyben koncertmesteri állást hirdettek a Pfälzische Philharmonie, Staatsorchester Rheinland-Pfalz zenekarba (Bővebben de:Deutsche Staatsphilharmonie Rheinland-Pfalz). Egyik legnagyobb sikereként értékelte, hogy 48 éves kora ellenére sikeres felvételi anyagot állított össze tizenhét pályázóval szemben.

„Lévén, hogy a pályázat feltételeinél jóval öregebb voltam, (a korhatár 35 év volt), az az ötletem támadt, hogy a kötött felvételi anyagot kiegészítem és korengedményt kérek. [...] Az állásért a vetélkedés óriási volt, azonban azt én kaptam meg. [...] Mint később kiderült, a sikert Hacsaturjan hegedűversenyének köszönhettem.”

– Részlet az önéletrajzból

1967 februárjától 1987-ig zenélt itt.

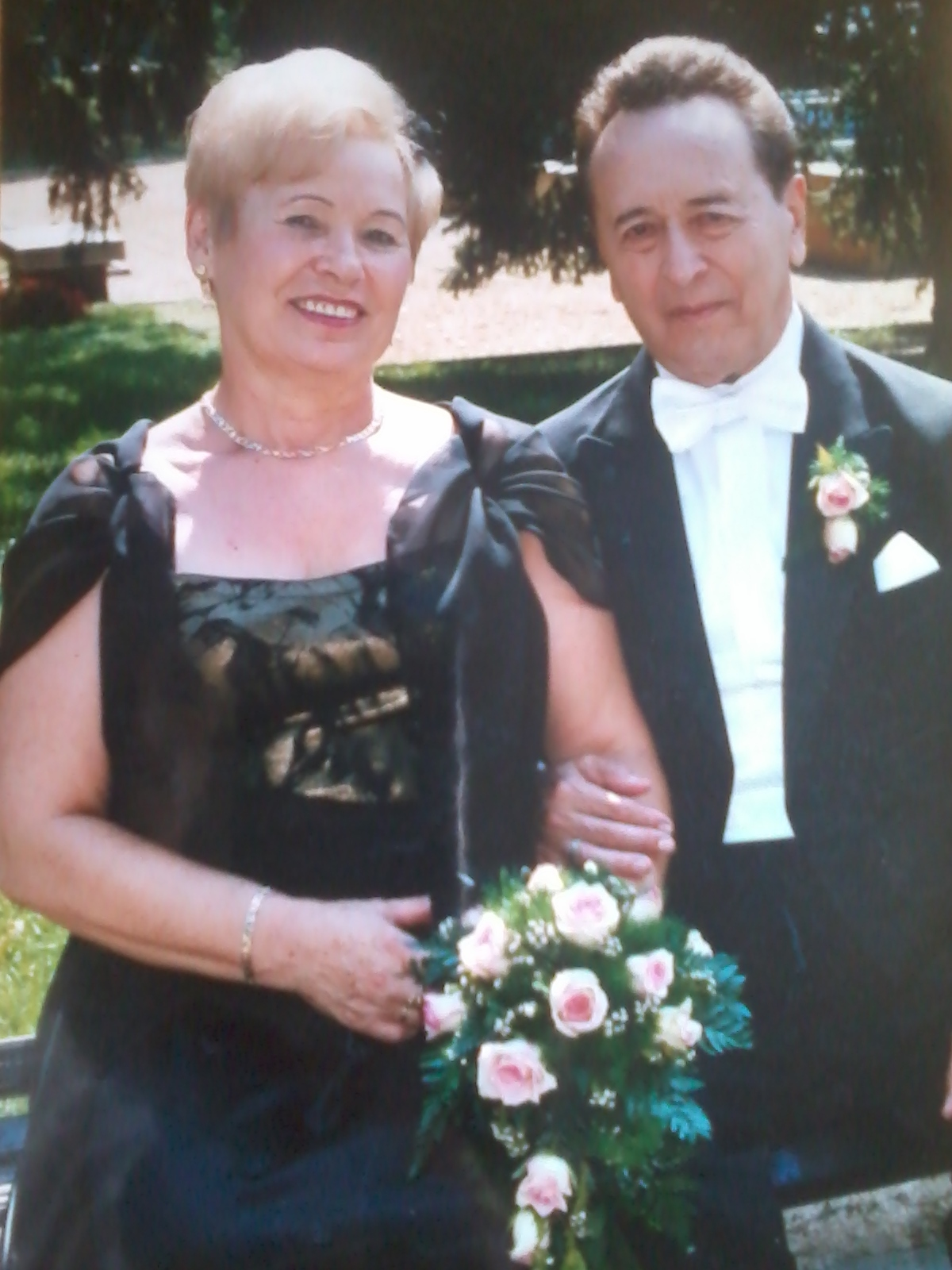
Feleségével, Erzsébettel esküvői képükön (2001)

1982-től a filharmonikusok mellett a Landesmusikakademie Rheinland-Pfalz tanára, illetve tanszékvezetője volt, ahol zenekari karrierje befejezésekor (1987), miniszteri különengedéllyel határozatlan időre folytathatta munkáját. Érdemei elismeréseként felvehette a német állampolgárságot is.
1998 szeptemberében vonult végleg nyugdíjba és költözött haza Magyarországra.
2001-től haláláig boldog házasságban élt, felesége Lehota (Gulyás) Erzsébet (sz. 1945).
2015. július 15-én, rövid betegséget követően elhunyt.

## Felvételei
- Hacsaturjan D-moll hegedűverseny
- Beethoven D-dúr hegedűverseny
- Csajkovszkij D-dúr hegedűverseny
- Mendelssohn E-moll hegedűverseny

## Néhány ismertebb tanítványa
- ifj. Sánta Ferenc (1945–2024) cigányzenész, hegedűművész, a Nemzeti Cigányzenekar vezetője. - Hétéves korától a Liszt Ferenc Zeneiskola diákja, tizenhárom évesen már a szimfonikus zenekar tagja. Később Pécsen folytatta tanulmányait.
- Dinu Hartwich (1964–) hegedűművész, kamarazenész - Németországban kapott "átfogó hegedűoktatást" Lehota Dezsőtől, később több zeneiskolában maga is tanított (illetve jelenleg is tanít).
- Csupor László (1933–2008), fafúvós művész, a Kaposvári Zeneiskola egyik korábbi igazgatója - Lehota Dezső koncertmesterként figyelt fel rá, később segítette tanulmányait.